# Souk Naamane
Souk Naamane (em árabe: سوق نعمان) é uma comuna localizada na província de Oum El Bouaghi, Argélia. De acordo com o censo de 2008, a população total da cidade era de 23 988 habitantes.